# Szyszeń sosnowy
Szyszeń sosnowy, omacnica sosnowa (Dioryctria simplicella) – gatunek motyli z rodziny omacnicowatych i podrodziny mklików. Zasiedla Europę. Gąsienice są fitofagami sosen i świerków.

## Taksonomia
Gatunek ten opisany został po raz pierwszy w 1863 roku przez Hermanna von Heinemanna. Jako miejsce typowe wskazano okolice Frankfurtu nad Menem w Niemczech. Jego holotyp zaginął. W 1903 roku Waldemar Fuchs szarą odmianę tego motyla opisał z Brandenburgii pod nazwą mutatella, która obecnie jest uznawana za synonim.
W obrębie swojego rodzaju szyszeń sosnowy tworzy grupę blisko spokrewnionych gatunków (abietella-group) wraz z D. abietivorella, szyszeniem pospolitym (D. abietella), D. assamensis, D. aulloi, D. ebeli, D. mendacella, D. nivaliensis, D. pineae, D. peyerimhofi, D. pinicolella, D. raoi, D. resiniphila, D. stenopterella, D. sysstratiotes i nienazwanym gatunkiem z La Palmy. Molekularna analiza filogenetyczna z 2008 roku oparta na sekwencjonowaniu genów oksydazy cytochromowej potwierdziła monofiletyzm grupy abietella i rozpoznała w niej trzy klady, z których najsilniejsze wsparcie uzyskał klad A obejmujący gatunki północnoamerykańskie, natomiast szyszeń sosnowy utworzył klad B wraz z szyszeniem pospolitym.

## Morfologia
Samce osiągają od 10 do 14,5 mm, a samice od 8,5 do 13 mm długości przedniego skrzydła; rozpiętość skrzydeł wynosi od 21 do 30 mm.
Głowa jest porośnięta łuskami o ciemnoszarych nasadach i jasnoszarych wierzchołkach, wskutek czego ma wygląd szaro nakrapianej. Aparat gębowy zaopatrzony jest w drobne, łuskowate głaszczki szczękowe oraz w głaszczki wargowe o trzecim członie trzykrotnie krótszym od drugiego. Nitkowate u obu płci czułki osiągają około 9,5 mm długości. U samca na czułkach występuje kępka łusek pokrywająca ich czwarty i piąty człon.
Łuski na tułowiu również tworzą szare nakrapianie. Ubarwienie skrzydeł różni się między formą szarawą i czarną. U formy szarawej przednie skrzydło porastają łuski barwy szarej, czarnej, białawej, rdzawoczerwonej i żółtej, formujące nakrapianie oraz wzór z czterema liniami i jedną plamką. Ząbkowana linia przedśrodkowa kontrastuje w dosiebnej z zaciemieniem, a w odsiebnej z czarną kreską. Linia środkowa zachowuje stałą szerokość na całej swej długości i w części odsiebnej kontrastuje z czarną kreską tak szeroką jak ona. Nerkowata plamka środkowa (łac. stigma discalis) ma szarawe zabarwienie i kontrastuje z czarnymi łuskami w części odsiebnej i dosiebnej. Linia zaśrodkowa ma ząbkowanie, w tym jedno szczególnie mocne wcięcie pośrodku, i w części odsiebnej kontrastuje z szarawo nakrapianym zaciemnieniem. Delikatną, czarną linię końcową zwykle nierównomiernie przerywają łuski barwy szarawobiałej. Strzępina jest szarawo nakrapiana. Tylne skrzydło jest szarawobiałe z ciemnoszarym obrzeżeniem i białą strzępiną. U formy czarnej przednie skrzydło jest niemal całkowicie czarne z jasnobeżową strzępiną; wzór reprezentować mogą co najwyżej słabo widoczne plamka nerkowata i linia zaśrodkowa. Występują także formy przejściowe między tymi dwiema.
Odwłok ma ubarwienie szare z rozjaśnionymi tyłami tergitów i jasnoszarymi, ciemno nakrapianymi sternitami. U samca środkowa płytka ósmego sternitu ma wyraźnie wystający wierzchołek. Genitalia samca cechuje unkus o szeroko zaokrąglonym, jajowatym wierzchołku i wypukłych brzegach bocznych, walwa z rejonem oszczecinionym krótszym od mającej zwężony i zaostrzony wierzchołek kosty, kolec przedwierzchołkowy kosty położony blisko jej szczytu, wydłużony i nieco stożkowaty sakulus oraz wyraźnie dłuższe niż połowa długości genitaliów winkulum. Sam fallus ma w swym wnętrzu jeden cierń w ¼ tak długi jak on sam oraz zgrupowanie od 10 do 35 cierni drobniejszych. Samica ma przewody torebki kopulacyjnej 6,5 raza dłuższe niż szerokie, proste, silnie zesklerotyzowne oprócz wąskiego paska podłużnego w środkowej ⅓ długości, na przedzie rozszerzone i wyposażone w grupę kolców nieosadzonych na własnej sklerotyzacji, w tylnych ⅔ zaopatrzone w colliculum. Przednio-boczne wyrostki tychże przewodów odchodzą po prawej ich stronie.

## Biologia i ekologia
Pospolity gatunek zasiedlający lasy iglaste i mieszane, wrzosowiska, parki i ogrody.
Gąsienice są fitofagami, żerującymi na głównie na sosnach (w tym pospolitej, czarnej, wejmutce, Banksa i żółtej), a rzadziej na świerkach. Atakują przegrzybiałe miejsca na zielonych szyszkach i pąkach, a ponadto żerują między korą a bielem pędów rocznych. Żerowiska w szyszkach mają postać rowka biegnącego między łuskami w kierunku rdzenia.
Żerowanie gąsienic trwa od lipca do września. Zimują one w kolebce poczwarkowej. Imagines są aktywne od lipca do września.

## Rozprzestrzenienie
Gatunek palearktyczny, europejski. Wykazany został z Francji, Wielkiej Brytanii (w tym z Anglii i Wysp Normandzkich), Belgii, Luksemburgu, Holandii, Niemiec, Austrii, Szwajcarii, Danii, Norwegii, Szwecji, Finlandii, Estonii, Łotwy, Litwy, Polski, Czech, Słowacji, Węgier, Ukrainy, Rumunii i zachodniej Rosji. W wielu krajach, w tym w Polsce, jest pospolity. Ogólnie forma szarawa jest spotykana znacznie częściej niż czarna oraz formy przejściowe.

## Znaczenie gospodarcze
W gospodarce leśnej gatunek ten uznawany jest za szkodnika sosen. Pojawia się w młodnikach i innych uprawach wcześniej uszkodzonych innymi czynnikami i może być groźny na plantacjach nasiennych. Bywa że współwystępuje ze smolikiem szyszkowcem.